# イオンタウン名取

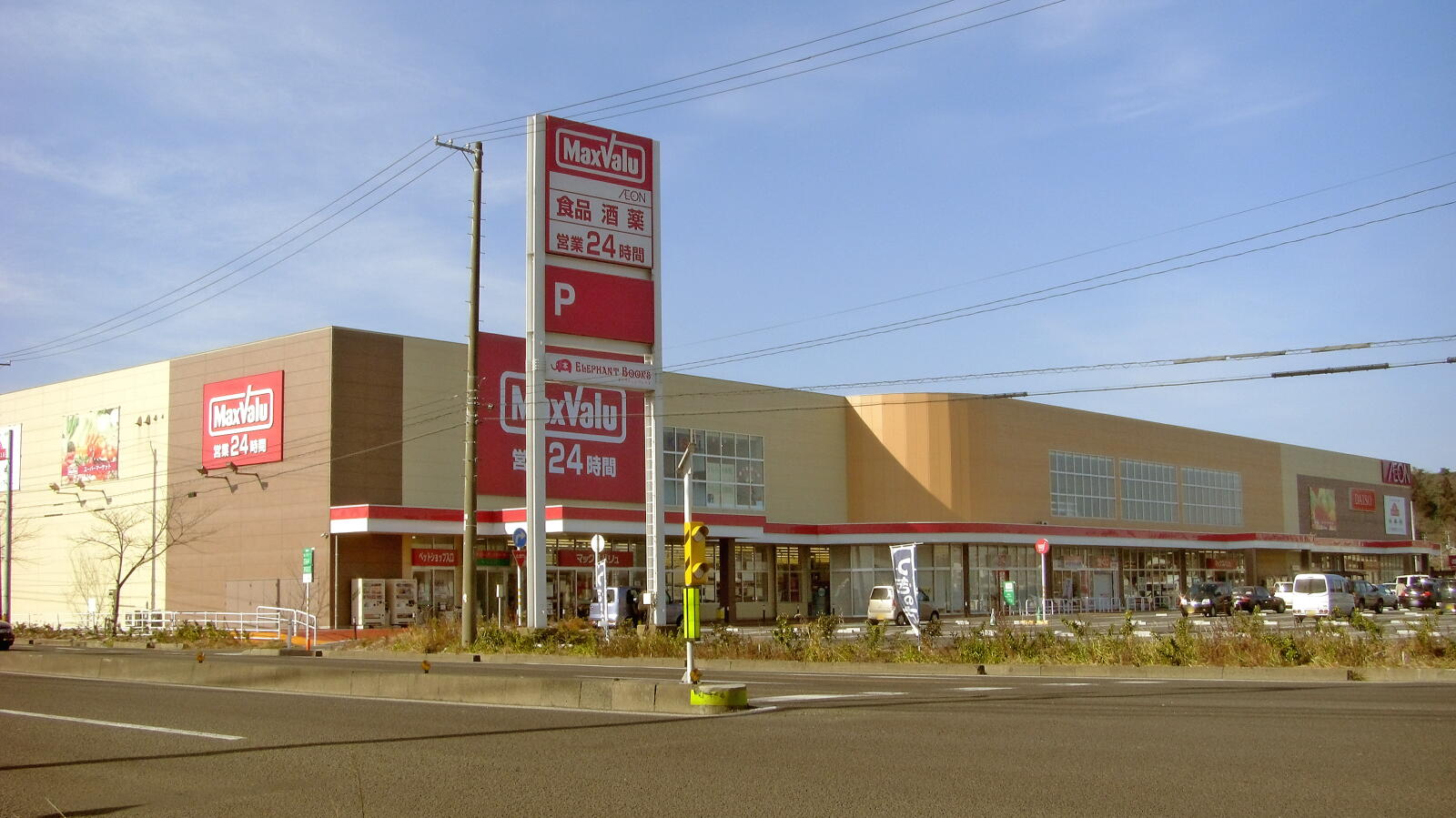
マックスバリュ時代の外観

イオンタウン名取（イオンタウンなとり）は、宮城県名取市にあるイオンタウン株式会社が運営するショッピングセンター。

## 概要
イオン (現在のイオンリテール) が建設した、2階建てのエンクローズドモール型ショッピングセンター。
ザ・ビッグ名取店を核店舗とする。
閉店したジャスコ名取店を建て替え、2007年（平成19年）8月28日に開店した。
近隣に2007年（平成19年）2月28日に開業したダイヤモンドシティ・エアリ（現・イオンモール名取）には、核店舗として「イオンスタイル名取（開店当初はジャスコ新名取店）」が開業している。
国道4号仙台バイパスや仙台東部道路 (仙台都市圏環状自動車専用道路) ・名取中央SICに隣接する。

## 沿革
- 2007年（平成19年）
  - 1月20日 - 前身のジャスコ名取店が閉店[2]。
  - 8月28日 - ジャスコの建物を建て替え、「イオンタウン名取ショッピングセンター」開業[2]。
- 2010年 (平成22年) 2月21日 - マックスバリュ名取店の運営が、イオンリテールからマックスバリュ南東北に移管。
- 2014年 (平成26年) 6月14日 - 核店舗のマックスバリュ名取店が業態転換しザ・ビッグ名取店としてリニューアルオープン[5]。
- 2024年 (令和6年) 3月1日 - 吸収合併に伴い、ザ・ビッグ名取店の運営がマックスバリュ南東北からイオンビッグに移管[6]。

## フロア概要
核店舗のザ・ビッグ名取店と12の専門店で構成される。
| 階  | フロア概要         |
| --- | ------------------ |
| 2階 | 専門店街           |
| 1階 | 直営売場・専門店街 |